# Łęczyca (gromada)
Łęczyca – dawna gromada, czyli najmniejsza jednostka podziału terytorialnego Polskiej Rzeczypospolitej Ludowej w latach 1954–1972.
Gromady, z gromadzkimi radami narodowymi (GRN) jako organami władzy najniższego stopnia na wsi, funkcjonowały od reformy reorganizującej administrację wiejską przeprowadzonej jesienią 1954 do momentu ich zniesienia z dniem 1 stycznia 1973, tym samym wypierając organizację gminną w latach 1954–1972.
Gromadę Łęczyca z siedzibą GRN w Łęczycy utworzono – jako jedną z 8759 gromad na obszarze Polski – w powiecie stargardzkim w woj. szczecińskim na mocy uchwały nr V/50/54 WRN w Szczecinie z dnia 5 października 1954. W skład jednostki weszły obszary dotychczasowych gromad Łęczyca i Tolcz ze zniesionej gminy Dąbrowa oraz miejscowość Storkówko z dotychczasowej gromady Małkocin ze zniesionej gminy Klępino w powiecie stargardzkim, a także obszary dotychczasowych gromad Parlino i Warchlino ze zniesionej gminy Rożnowo Nowogardzkie w powiecie nowogardzkim w tymże województwie. Dla gromady ustalono 13 członków gromadzkiej rady narodowej.
1 stycznia 1962 gromadę zniesiono, a jej obszar włączono do gromad Sowno (miejscowości Warchlino, Warchlinko i Siwkowo) i nowo utworzonej Stara Dąbrowa (miejscowości Piaszno, Storkówko, Parlino, Tolcz, Łęczówka, Załęcze, Łęczyca, Łęczyna i Moskorze) w tymże powiecie.